# Busqueret coallarga
El busqueret coallarga (busquereta cuallarga o coallarg), tallareta balear (Curruca balearica; syn: Sylvia balearica) és una espècie d'ocell passeriforme de la família dels sílvids (Sylviidae). És endèmic de les illes Balears. El seu estat de conservació es considera de risc mínim.
Fins al 2001 (Shirihai et al. 2001) era considerat com una subespècie dins Sylvia sarda. No s'ha de confondre amb la tallareta cuallarga (Sylvia undata), espècie molt pròxima. Es diferencia morfològicament de Sylvia sarda per tenir la cua més llarga. El seu hàbitat són les sabines litorals.

## Taxonomia
Aquesta espècie estava classificada en el gènere Sylvia, però el Congrés Ornitològic Internacional, en la seva llista mundial d'ocells (versió 10.2, 2020) el transferí al gènere Curruca. Segons el Handook of the Birds of the World i la quarta versió de la BirdLife International Checklist of the birds of the world (Desembre 2019), aquest tàxon apareix classificat encara dins del gènere Sylvia.